# 高雄捷運延伸屏東計畫
高雄捷運延伸屏東計畫，是屏東縣政府於2018年辦理的屏東縣大眾捷運系統整體路網評估規劃，由高雄市政府捷運工程局代辦，為高雄捷運延伸屏東縣的路線初期評估計畫，由台灣世曦得標，經費共5850萬，從規劃中的8條路線評選可行性、自償性等營運績效，最終其中3條列為中期計畫，林園東港線則列為最優先計畫。

## 路線
| 路線           | 區間                  | 長度（公里）                                                                  | 現況         | 系統     | 機廠     |
| 近期路網       | 近期路網              | 近期路網                                                                      | 近期路網     | 近期路網 | 近期路網 |
| -------------- | --------------------- | ----------------------------------------------------------------------------- | ------------ | -------- | -------- |
| 林園東港線     | 林園工業區—林邊       | 16.66                                                                         | 可行性研究中 | 輕軌     | 林邊機廠 |
| 中期路網       |                       |                                                                               |              |          |          |
| 大寮屏東線     | 鳳山國中—台糖屏東總廠 | 14.0                                                                          |              | 輕軌     | 屏東機廠 |
| 大寮萬丹潮州線 | 大寮—潮州             |                                                                               |              | 輕軌     |          |
| 左營屏東線     | 左營／高鐵－屏東      |                                                                               |              | 輕軌     |          |
| 遠期路網       |                       |                                                                               |              |          |          |
| 鳥松屏東線     | 坔埔－屏東            |                                                                               | 暫不可行     | 輕軌     |          |
| 屏東內埔潮州線 | 屏東－潮州            |                                                                               | 暫不可行     | 輕軌     |          |
| 屏東萬丹新園線 | 屏東－新園            |                                                                               | 暫不可行     | 輕軌     |          |
| 東港林邊枋寮線 | 東港－枋寮            |                                                                               | 暫不可行     | 輕軌     |          |
| 其他路線       |                       |                                                                               |              |          |          |
| 東港線         |                       | 曾就台鐵復駛進行可行性研究 後於前瞻計畫再次啟動輕軌規劃，已由高捷延伸林邊取代 | 已取消       | 台鐵     |          |

## 歷史
1991年高雄捷運紅橘路網經行政院核定後，同年10月，高雄市政府捷運工程局籌備處委託美國帝力凱撒國際公司、中華、中興、中鼎、亞新等顧問公司組成的國際捷運顧問團進行《高雄捷運延伸路網可行性研究規劃》，其中包含新園延伸線及屏東延伸線。屏東延伸線在2001年《高雄都會區大眾捷運系統長期路網運輸規劃》、2005年《高雄都會區大眾運輸系統工程計畫長期路網規劃作業》、2015年《高雄都會區大眾捷運系統整體路網規劃作業》均列入，路線並無太大改變，均採橘線高運量延伸，並改為現名大寮屏東線。而新園延伸線在2001年規劃案中又延伸至屏東縣東港鎮大鵬灣，改稱大鵬灣延伸線；2005年則列為林園延伸線的第二階段；2015年拆出成為林園東港線。
2017年8月30日屏東縣政府與高雄市政府組成「高雄捷運延伸屏東籌辦工作小組」，並於2018年5月1日決定採整體路網規劃、可行性評估、綜合規劃、環境影響評估一次發包，並委託高雄市政府捷運工程局代辦。10月24日，《高雄捷運延伸屏東整體路網、可行性研究、綜合規劃及環境影響評估委託技術服務案》專案由世曦顧問公司得標。2019年底完成專案報告，評選出林園東港線為最優路線，將進入可行性研究階段。